# Tachycineta albilinea
La rondine delle mangrovie (Tachycineta albilinea (Lawrence, 1863)) è un uccello della famiglia Hirundinidae.